# クリストバル・ホルケラ
クリストバル・ホルケラ（Cristóbal Andrés Jorquera Torres,1988年8月4日- ）は、チリの首都サンティアゴ出身の同国代表のサッカー選手。ファティ・カラギュムリュクSKに所属している。ポジションは攻撃的MF。

## 経歴

### クラブ
チリ屈指の強豪CSDコロコロの下部組織で育ち、2006年にトップチームデビュー。同じチリ1部リーグのチームへのレンタル移籍を繰り返しながら経験を積み、2010～11年にはコロコロでレギュラーとしてプレーする。
2011年夏、イタリアのジェノアCFCへ移籍した。
2013年夏、エスキシェヒルスポルへ移籍。
2014年夏、イタリアのパルマへ移籍。
2015年夏、ブルサスポルへ移籍。

### 代表
アンダー世代のチリ代表でプレーし、2009年のトゥーロン国際トーナメントではU-23チリ代表の「10番」を背負ってチームの優勝に貢献している。
A代表には2009年に初招集。2011年3月の親善試合で初出場を果たした。

## 所属クラブ
- CSDコロコロ 2006-2011

→ ニュブレンセ (loan) 2007
→ ウニオン・エスパニョーラ (loan) 2007-2008
→ オヒギンスFC (loan) 2009-2010
- ジェノアCFC 2011-2014

→ エスキシェヒルスポル (loan) 2013-2014
- パルマFC 2014-2015
- ブルサスポル 2015-2018
- CDパレスティーノ 2019
- ファティ・カラギュムリュクSK 2020-